# Kap Markow
Kap Markow (russisch Мыс Маркова Mys Markowa, englisch Cape Markov) ist ein vereistes Kap an der Küste des ostantarktischen Enderbylands. Es liegt 11 km westlich des Mount Riiser-Larsen am Ostufer der Amundsenbucht.
Die Benennung des Kaps erfolgte durch Wissenschaftler einer von 1961 bis 1962 durchgeführten sowjetischen Antarktisexpedition. Namensgeber ist der sowjetische Geomorphologe Konstantin Konstantinowitsch Markow (1905–1980) von der Lomonossow-Universität Moskau, Autor einer Reihe wissenschaftlicher Abhandlungen über Antarktika.